# Salacca affinis
Salacca affinis là loài thực vật có hoa thuộc họ Arecaceae. Loài này được Griff. miêu tả khoa học đầu tiên năm 1845.